# Adoración de los pastores (Montánchez)
La Adoración de los pastores es una obra realizada por el taller de Alonso Martínez Montánchez entre 1605 y 1608. Originalmente parte de la sillería del coro del Monasterio de Santa María de Montederramo, está ubicada en la sala de exposiciones de San Francisco de Orense (Galicia, España).

## Historia

### Elaboración
La sillería del coro del Monasterio de Santa María de Montederramo fue realizada entre 1605 y 1608 por el tallista portugués Alonso Martínez Montánchez, nacido en Chaves y de quien se tienen noticias de su actividad en Orense desde 1594, culminando su labor en dicha provincia en 1615, año de su muerte. En el libro de gastos del cenobio (custodiado en el Archivo Histórico Provincial de Orense), concretamente en las cuentas relativas a 1606, figuran dos partidas: «Anse gastado en la obra de las sillas del choro mil y cuatrocientos y cincuenta reales» y «anse pagado a Juan Martínez a cuenta de las sillas del choro tres mil y quinientos y cuarenta y un reales». Por su parte, en las cuentas de 1607 consta «a Juan Martínez por quenta de las sillas de coro quatro mill y ciento y treinta y un reales», no siendo hasta 1608 cuando se finalice la labor de talla de la silla abacial: «Dieronse a un escultor que hizo una ymagen de media talla de nuestro Padre San Bernardo para la silla Abacial del choro seis ducados»; y «dieronse seis ducados a un escultor por un escudo que hizo para la silla abacial del coro». Estos datos se completan con un documento notarial fechado el 5 de diciembre de 1608 mediante el cual el abad Tomás de Salcedo (quien contrató la obra): 326  y los monjes de Montederramo manifestaban estar conformes con el trabajo de Montánchez, si bien la hechura de la sillería fue acometida en realidad por un grupo de entalladores bajo sus directrices:: 113 

Por quanto para mayor culto del ofiçio divino y serviçio de Dios determinamos de haçer un choro sumptuoso en la iglesia nueba que bamos acabando de edificar, y aviendo escogido entre los maestros […] de quien tenemos notiçia por famosos a Alonso Martínez, portugués, vezino de la çiudad de Orense, y encargándole la dicha obra como a persona de satisfaçión el susodicho, como hombre muy honrado, de toda verdad y buen trato cumplió con todo lo que se encargó al plaço y término conçertado, y en lo que toca a la obra y labor de sus manos nos damos ansimesmo por muy satisfechos della por ser muy perfecta y estremada de gran primor, ayre y gala y, en resoluçión, una de las buenas obras que avemos visto en su ingenioso arte [...].: 113 

Respecto al valor total de la sillería, este figura desglosado en las cuentas correspondientes a 1609, donde se hace una distinción entre las sillas del coro alto (cuarenta y cinco) y las del coro bajo (treinta y cuatro): 

Montaron las sillas del choro que ha hecho Juan Martines treinta y quatro mill y nouecientos y ochenta Reales, la cuarenta y cinco altas a cinquenta ducados, las treinta y quatro bajas a veinte y cinco ducados y más sesenta ducados que se taso quando visitó nuestro Padre que se le diesen de mejoras, desto dejo pagados y depositados el padre fray Bernardo de Quiroga treinta y dos mill y quatrocientos y nouenta y ocho reales y medio, fuera destos se le han dado este trienio mill y quatrocientos y cinquenta y ocho reales y medio. Restansele deuiendo mill y veinte y tres reales para la obra que le falta de las tarjetas.: 326 

### Desmantelamiento
Pese a que la sillería del coro alto contaba con un total de cuarenta y cinco relieves (cuarenta y cuatro en las sillas de los monjes y uno en la silla abacial), cuando empezaron las tareas de restauración del cenobio en 1997 tan solo se conservaban in situ dieciocho, habiendo sido los demás robados tras la desamortización del monasterio en 1836,: 116  hallándose doce tablas en los fondos del Museo Arqueológico Provincial de Orense (entre ellas la Adoración de los pastores, la cual se encuentra actualmente en calidad de depósito de la familia Martínez-Risco) y varias otras en colecciones particulares, subsistiendo a día de hoy un total de treinta y tres. Respecto a los doce relieves conservados en el museo, la empresa Ollarte, encargada de la restauración, elaboró reproducciones de todos ellos aplicando sobre la superficie encerada de las tallas originales un molde flexible de silicona y un contramolde de resina de poliéster conformado por varias piezas atornilladas, quedando las tablas auténticas en el museo y siendo las copias instaladas en la sillería de Montederramo.: 116 

## Descripción

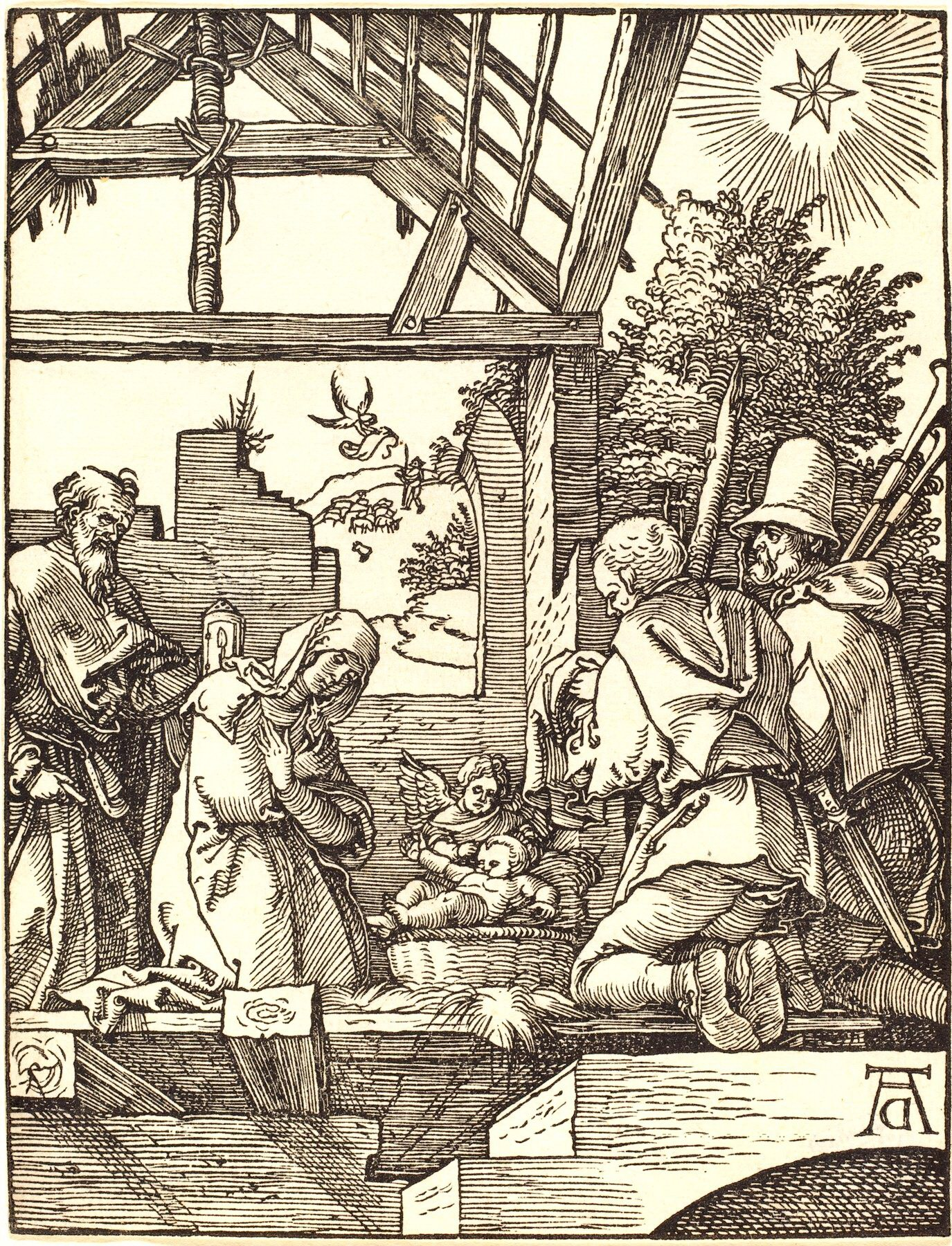
Adoración de los pastores (c. 1509-1511), por Alberto Durero.

La Adoración de los pastores está realizada en madera de nogal blanco sin policromar y formaba parte originalmente del remate del coro alto, única zona tallada (tanto la sillería alta como la baja quedaron sin ornamentar por razones desconocidas), hallándose en principio flanqueada por pilares de orden compuesto y coronada por un frontón triangular. Los relieves desarrollaban un programa iconográfico centrado en el dogma de la Redención con paralelismos entre el Antiguo y el Nuevo Testamento: las escenas del Antiguo Testamento estaban emplazadas en el lado del evangelio mientras que las correspondientes al Nuevo Testamento, basadas en el Evangelio de San Lucas, se ubicaban en el lado de la epístola, encontrándose la mayor parte de estas últimas tablas custodiadas en los fondos del museo arqueológico. El relieve de la Adoración de los pastores, una de las piezas mejor conservadas, se hallaba posicionado originalmente en el cuarto espacio de este lado, estando la escena relacionada con la Natividad y, en términos generales, con la Navidad. Este relieve y los demás que componían el coro constituían una labor de tal magnitud que Montánchez buscó inspiración en estampas, encontrando una importante fuente de información en los grabados de Alberto Durero, muy difundidos en la Europa de entonces, si bien las piezas conservadas muestran un estrecho vínculo con el manierismo de Gaspar Becerra y Juan de Angés, esto último debido a la pose forzada de los personajes, la variedad de formas y lo aplastado del relieve. Pese a estos influjos, Montánchez imprimió cierta originalidad a la obra al hacer uso de un canon estilizado, un delineado suave para los ropajes y una gran morbidez en las formas, dibujando rasgos definitorios muy naturalistas y creando composiciones abiertas que presagian el ya entonces floreciente arte barroco, conformando estos aspectos estéticos el sello personal del escultor.
En la Adoración de los pastores la escena se desarrolla en un entorno sencillo al igual que el resto de tablas; en este caso los personajes figuran en un establo, estando el número de planos bastante limitado y hallándose todos los elementos reunidos en el primer término de la composición. El establo se representa con un tejado de colmo de reducidas dimensiones sustentado por dos troncos y, sobre él, un angelito portando una filacteria. El punto central es el Niño Jesús, tumbado en un pesebre recubierto de heno el cual rodea la figura del infante, de fuerte carga simbólica, como si de una aureola se tratase. A la izquierda aparece la Virgen María de rodillas (pose que refleja su condición de mujer limpia de pecado) con la mano izquierda sobre el pecho y la derecha extendida en un gesto retórico, figurando tras ella San José, padre putativo de Jesús, quien se muestra de pie sujetando un cirio encendido con la mano izquierda. A la derecha, en perfecto equilibrio a nivel compositivo, aparecen dos pastores en poses similares; uno de ellos se halla arrodillado con su sombrero en las manos en señal de respeto mientras que el otro permanece de pie e inclina la cabeza a modo de reconocimiento al tiempo que posa su mano derecha sobre el corazón, apoyándose en un bastón que aferra con la mano izquierda.
Todos los personajes hacen gala de una actitud de recogimiento y adoración, teniendo el relieve, de acuerdo con María Dolores Vila Jato, rasgos arcaicos a nivel iconográfico puesto que a comienzos del siglo xvii ya era habitual representar este tipo de escenas de forma más animada y con un mayor número de personajes ofreciendo regalos al recién nacido, el cual se exhibía vestido. Del mismo modo, las figuras del asno y el buey, presentes junto a Jesús y casi tapadas por la imagen del pastor arrodillado y el pesebre, habían quedado descartadas en las representaciones relativas a este pasaje evangélico en el Concilio de Trento al igual que ya anteriormente el cirio que porta San José. Pese a esto, su ejecución delata el periodo en que fue realizado el relieve puesto que la pañería, de formas blandas y movidas con amplios pliegues de líneas sinuosas y serpenteantes, permite marcar la anatomía, dejando patente la influencia de Angés en todos los personajes y particularmente en la figura de San José.

## Legado
La Adoración de los pastores destaca por ser, junto con el resto de las tablas de la sillería del coro, una de las piezas de mayor complejidad del Renacimiento así como por constituir la obra cumbre de Montánchez. Propiedad del Museo Arqueológico Provincial de Orense, el relieve tiene actualmente el honor de formar parte de la muestra temporal de la sala de exposiciones de San Francisco, titulada Escolma de Escultura y celebrada desde mayo de 2006 con motivo del cierre del museo en 2002 para su reforma, habiendo sido esta tabla seleccionada junto con otras cuatro: La presentación en el templo, Bautismo de Cristo, La última Cena y La oración en el huerto.